# Варбург, Пол
Пол Мориц Варбург (нем. Paul Moritz Warburg; 10 августа 1868, Гамбург, Германия — 24 января 1932, Нью-Йорк, США) — американский финансист, теоретик Федеральной резервной системы.

## Биография
Пол (Пауль) Варбург происходил из старинного еврейского рода немецких банкиров — правнук Мозеса Маркуса Варбурга (1763—1830), основавшего в 1798 году существующий до сих пор гамбургский банковский дом M.M.Warburg & CO. Братьями Пауля Варбурга были крупные финансисты Феликс и Макс Варбурги, иудейский религиозный деятель Фриц Варбург и искусствовед Аби Варбург.
1 октября 1895 года Пол Варбург женился на Нине Лёб, дочери Соломона Лёба, одного из основателей Kuhn, Loeb & Co. Таким образом, он стал свояком директору Kuhn, Loeb & Co. Якобу Шиффу, который был женат на Терезе Лёб. Впоследствии у Пола и Нины Варбург родился сын Джеймс Пол, и дочь Беттина (в замужестве Гримсон, 1900—1990, психиатр).
В 1902 году Пол переехал в США, где устроился в компанию Kuhn, Loeb and Co. Гражданином США он стал в 1911 году.
В 1910 году он был избран директором в Wells Fargo & Company.

## Основание Федрезерва

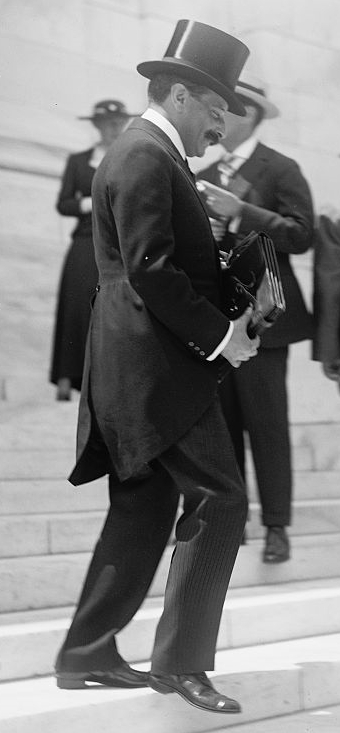
Пол Варбург на Первой Панамериканской финансовой конференции. Вашингтон (округ Колумбия), 1915 год.

В том же году участвовал в тайном собрании ведущих банкиров на острове Джекил, на котором была выработана концепция будущей Федеральной Резервной Системы США, в 1912 году представленная Конгрессу США в виде доклада, основанного по большей части на идеях Варбурга, и ставшая основой «Закона о Федеральном Резерве».
Впоследствии Пол Варбург входил в правление ФРС.
Умер от гипостатической пневмонии на шестьдесят третьем году жизни в Манхэттене. Похоронен на кладбище Сонная Лощина.